# تجارت تلویزیونی
تجارت تلویزیونی یا تجارت از طریق تلویزیون هوشمند (به انگلیسی: TV-Commerce، T-Commerce) این نوع تجارت زیر مجموعه تجارت الکترونیک است؛ و به توانایی تجارت و انجام فعالیت تجاری که از طریق تلویزیون‌های هوشمند صورت می‌گیرد گفته می‌شود.
در پاره‌ای مقالات از واژه T-Commerce به عنوان تجارت تبلتی یا Tablet-Commerce نیز استفاده می‌شود.